# Christofer Johnsson

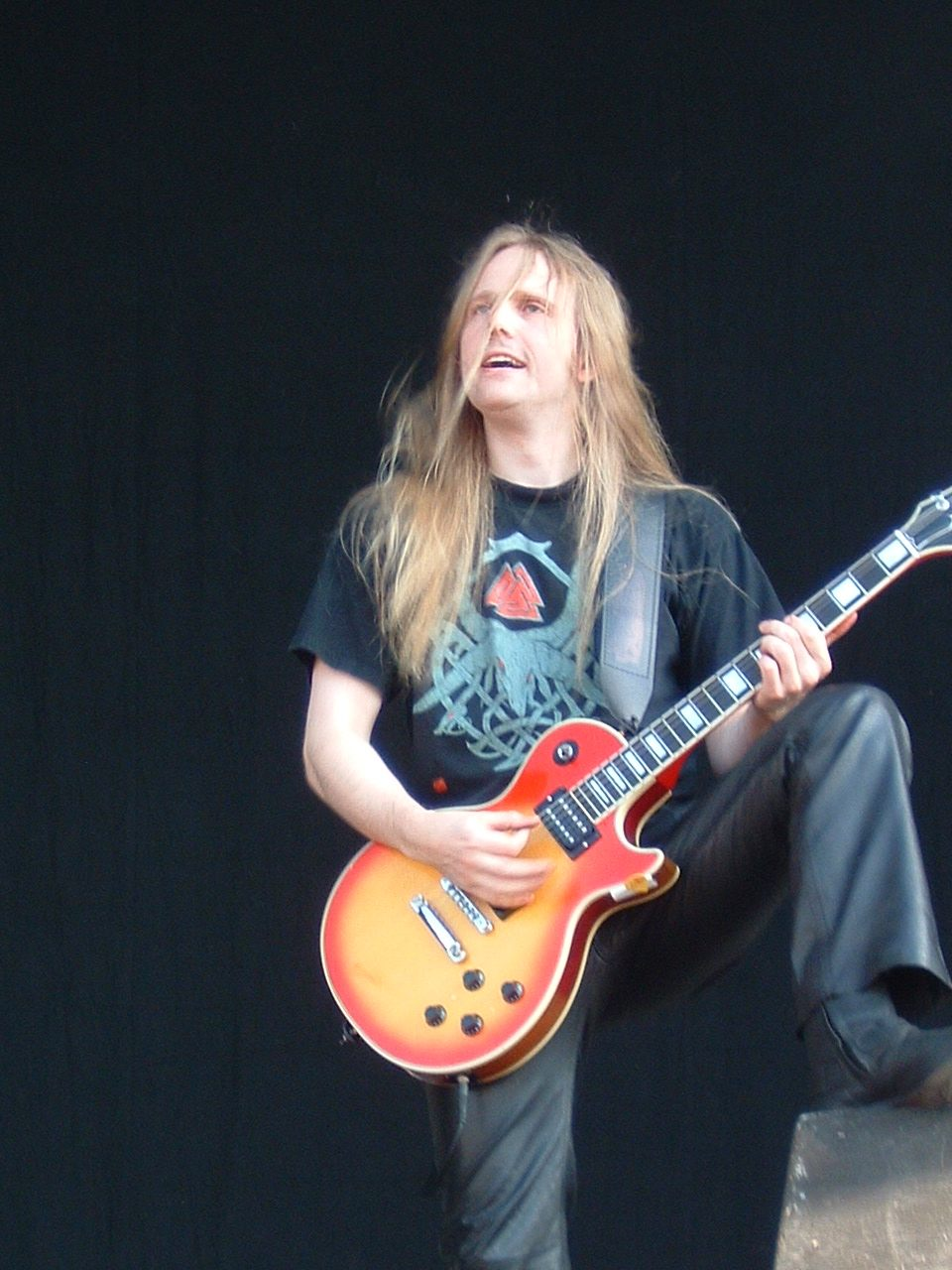
Christofer Johnsson, 2004

Christofer Johnsson (* 10. August 1972 in Stockholm) ist ein schwedischer Metal-Musiker und Musikproduzent. Zu seinen wichtigsten musikalischen Einflüssen zählen Richard Wagner und Slayers Album Reign in Blood.
Im Alter von acht Jahren lernte Johnsson, Flöte zu spielen; eigentlich wollte er Schlagzeug spielen, in staatlichen Schulen in Schweden wird jedoch von den Schülern verlangt, ein Jahr Flöte zu spielen, bevor sie ein anderes Instrument zugeteilt bekommen. Mit dem Erlernen des Schlagzeugs hörte er nach einem Jahr auf, da er zuhause nicht üben konnte. Mit 15 Jahren begann Johnsson, Bass zu spielen. 1987 gründete Johnsson mit Peter Hansson und Oskar Forss die Metal-Band Blitzkrieg, die sich 1988 wieder auflöste, unter dem Namen Megatherion reformiert wurde und sich kurz darauf in Therion umbenannte. Später spielte er auch in den Bands Carbonized (Gitarre, Gesang), Liers in Wait (Gesang), Messiah (Gesang) und gründete die Band Demonoid (Gesang). Er ist außerdem Gründer der inzwischen aufgelösten Plattenfirma Dark Age Music.
1992 verübte eine 18-jährige Frau namens Suuvi Mariotta Puurunen im Auftrag des norwegischen Musikers Varg Vikernes einen Brandanschlag auf Johnssons Haus; da einer der Hausbewohner den Rauch bemerkte, konnte das Feuer gelöscht werden, bevor es zu schwerwiegenden Schäden kam. Vikernes sandte Johnsson kurz darauf eine Morddrohung zu.
Therions Auftritt beim ProgPower Festival 2006 in Cheltenham, mit dem die zweijährige Welttournee der Band endete, war bislang Johnssons letzter Auftritt als Therion-Sänger. Als Komponist und Gitarrist ist er weiterhin maßgeblich an Therion beteiligt.

## Diskografie
mit Therion
- siehe Therion#Diskografie

mit Carbonized
- For the Security (1991)
- Disharmonization (1993)
- Screaming Machines (1996)

mit Liers in Wait
- Spiritually Uncontrolled Art (EP, 1992)

mit Messiah
- Underground (1994)
- Powerthrash / The Infernal Thrashing (Kompilation, 1994)
- The Ballad of Jesus (Single, 1994)
- 20 Years of Infernal Thrashing Madness (DVD, 2003)

mit Demonoid
- Riders of the Apocalypse (2004)